# Bắt tay

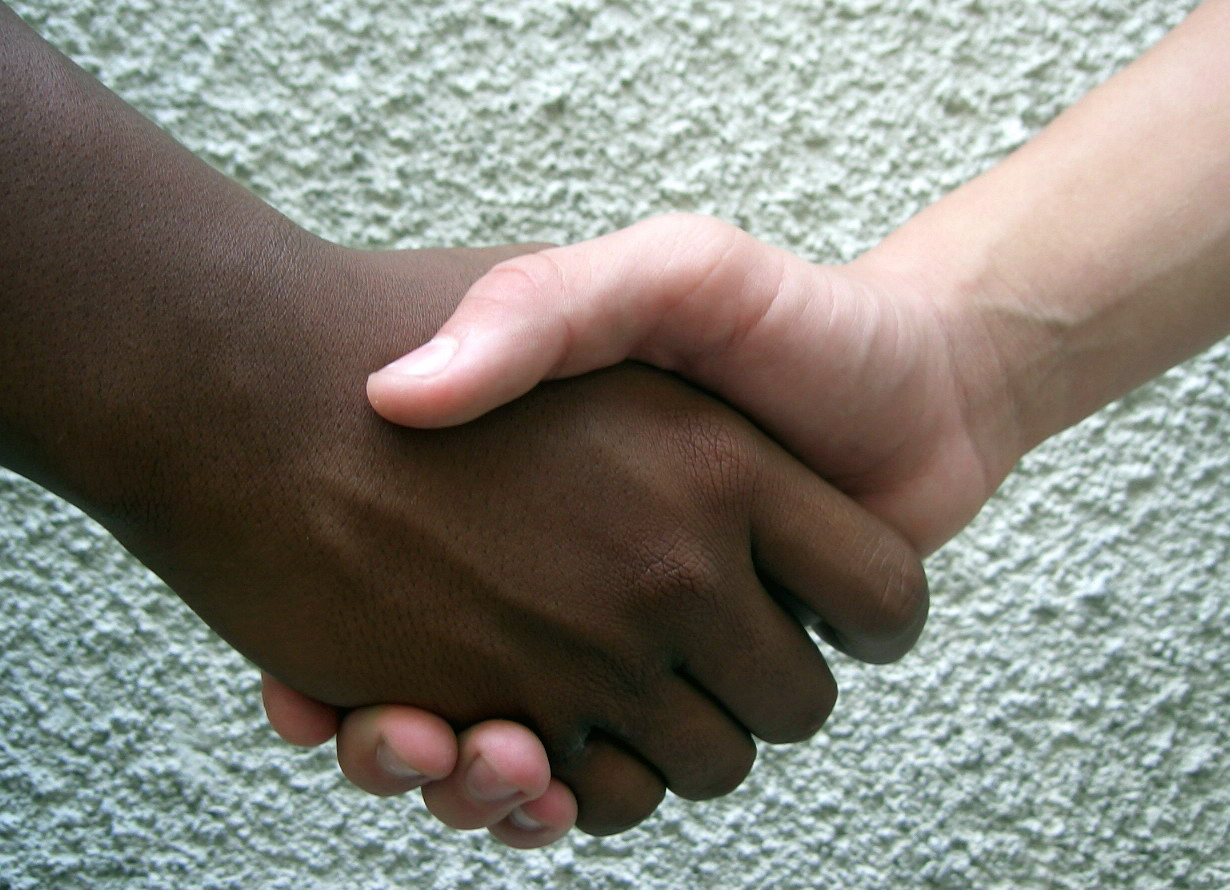
2 người bắt tay

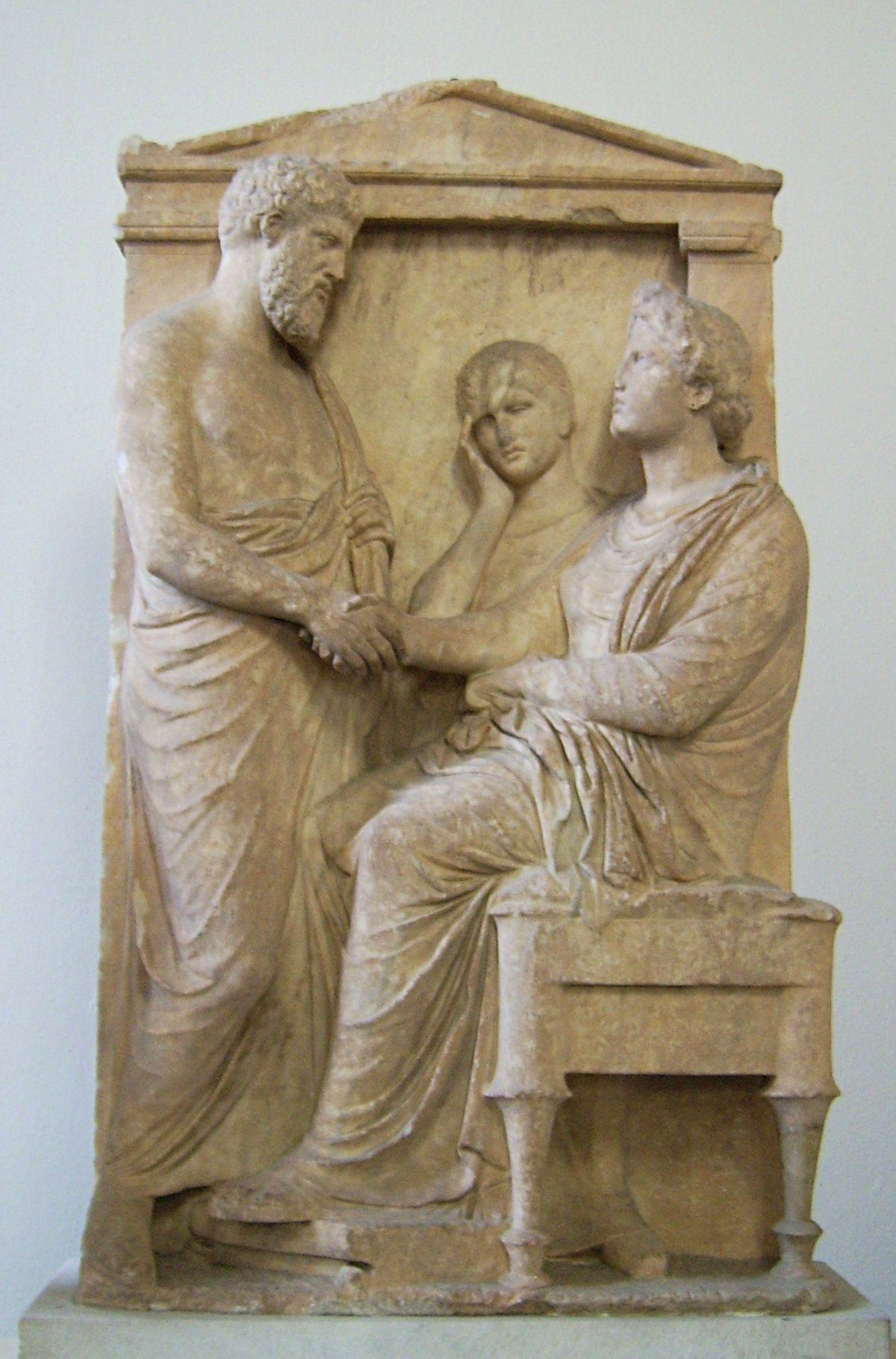
Mộ Hy Lạp của Thraseas và Euandria, Sưu tập cổ điển Berlin tại Bảo tàng Pergamon (Sk 29), khoảng 375-350

Bắt tay là một nghi thức ngắn trong đó hai người nắm lấy bàn tay của nhau, trong hầu hết các trường hợp đi kèm với một động tác chuyển động ngắn tay nắm lên xuống.
Sử dụng tay phải thường được coi là đúng cách thức. Tục lệ xung quanh bắt tay tùy thuộc vào nền văn hóa. Các nền văn hóa khác nhau có thể bắt tay nhiều hoặc ít hơn, hoặc có thể có tục lệ khác nhau về việc bắt tay như thế nào hoặc khi nào thì bắt tay.
Bắt tay được biết là có thể lây lan mầm bệnh.

## Nguồn gốc

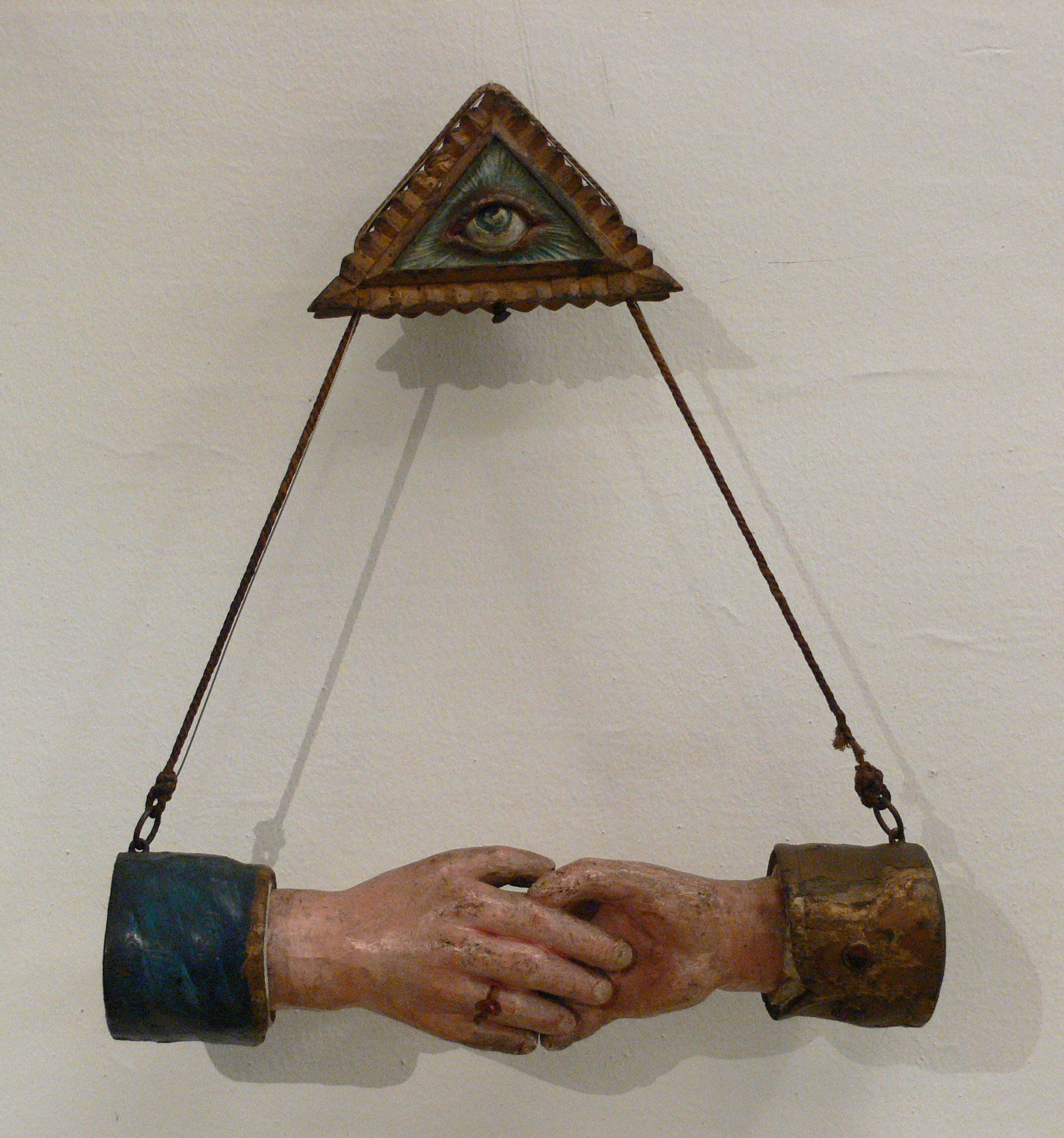
Bàn tay tình huynh đệ với con mắt của thượng đế. Biểu hiệu của Hội Tam Điểm, Áo khoảng 1800